# 최수진 (작가)
최수진은 대한민국의 텔레비전 드라마 작가이다.

## 주요 작품
- 2008년 SBS 월화 미니시리즈 《사랑해》 ... 집필
- 2011년 SBS 드라마스페셜 《시티헌터》 ... 공동집필
- 2017년 SBS 월화 미니시리즈 《피고인》 ... 공동집필
- 2018년 SBS 드라마스페셜 《흉부외과 - 심장을 훔친 의사들》 ... 공동집필
- 2022년 SBS 금토 미니시리즈 《천원짜리 변호사》 ... 공동집필,